# 몬스터쌀쥐
몬스터쌀쥐(Euryoryzomys lamia)는 비단털쥐과에 속하는 설치류의 일종이다. 브라질 중부 지역에서만 발견되며, 세하두 지역의 산림 지대에서 서식한다. 해발 700~900m에서 발견된다. 생존을 위협하는 주요 요인은 숲 서식지의 산림 파괴와 서식지 파편화이다.